# Gante-Wevelgem 2016
La 78.ª edición de la clásica ciclista Gante-Wevelgem se celebró en Bélgica el 27 de marzo de 2016 sobre un recorrido de 242,8 km. 
La carrera hizo parte del UCI WorldTour 2016 y fue la séptima carrera del calendario.
La carrera fue ganada por el corredor Peter Sagan del equipo Tinkoff, en segundo lugar Sep Vanmarcke (Team LottoNL-Jumbo) y en tercer lugar Viacheslav Kuznetsov (Team Katusha).
Durante la disputa de la misma sufrió una caída Antoine Demoitié en la que además fue atropellado por una moto, horas después fue anunciado su fallecimiento en el hospital de Lille.

## Recorrido
La Gante-Wevelgem dispuso de un recorrido total de 242,8 kilómetros con 10 cotas, una más que el año anterior, sin embargo, manteniendo su mismo recorrido, esta carrera forma parte del calendario de clásicas de adoquines donde los primeros 140 km no tienen mucha dificultad. Los últimos 100 km concentraron 10 subidas, donde se destacaba los muros del Baneberg y el Kemmelberg. La carrera incluye cinco ascensos en el norte de Francia y cinco en Bélgica, la carrera pasa por debajo de la Puerta de Menin en la ciudad de Ypres a 23 kilómetros de meta, en las conmemoraciones de la Primera Guerra Mundial, antes de dirigirse a la meta en Wevelgem en un curso completamente plana.
| Número | Nombre                   | Km  |
| ------ | ------------------------ | --- |
| 1      | Catsberg                 | 144 |
| 2      | Kokereelberg             | 148 |
| 3      | Vert Mont                | 150 |
| 4      | Côte du Ravel Put        | 152 |
| 5      | Côte de la Blanchisserie | 157 |
| 6      | Baneberg                 | 164 |
| 7      | Kemmelberg               | 172 |
| 8      | Monteberg                | 176 |
| 9      | Baneberg                 | 203 |
| 10     | Kemmelberg               | 209 |

## Equipos participantes
Tomaron parte en la carrera 25 equipos: los 18 UCI ProTeam (al tener asegurada y ser obligatoria su participación), más 7 equipos Profesionales Continentales invitados por la organización. Cada formación estuvo integrada por 8 ciclistas, formando así un pelotón de 197 corredores (el máximo permitido en carreras ciclistas). Los equipos participantes fueron:
| Equipo                      | Cód. UCI | Categoría               |
| --------------------------- | -------- | ----------------------- |
| Tinkoff                     | TNK      | UCI ProTeam             |
| Etixx-Quick Step            | EQS      | UCI ProTeam             |
| Lotto Soudal                | LTS      | UCI ProTeam             |
| BMC Racing Team             | BMC      | UCI ProTeam             |
| Team Katusha                | KAT      | UCI ProTeam             |
| Trek-Segafredo              | TFS      | UCI ProTeam             |
| Team LottoNL-Jumbo          | TLJ      | UCI ProTeam             |
| Dimension Data              | DDD      | UCI ProTeam             |
| Ag2r La Mondiale            | ALM      | UCI ProTeam             |
| Astana Pro Team             | AST      | UCI ProTeam             |
| Cannondale                  | CPT      | UCI ProTeam             |
| FDJ                         | FDJ      | UCI ProTeam             |
| IAM Cycling                 | IAM      | UCI ProTeam             |
| Lampre-Merida               | LAM      | UCI ProTeam             |
| Movistar Team               | MOV      | UCI ProTeam             |
| Team Giant-Alpecin          | TGA      | UCI ProTeam             |
| Orica GreenEDGE             | OGE      | UCI ProTeam             |
| Team Sky                    | SKY      | UCI ProTeam             |
| Topsport Vlaanderen-Baloise | TSV      | Profesional Continental |
| Wanty-Groupe Gobert         | WGG      | Profesional Continental |
| Bardiani CSF                | BAR      | Profesional Continental |
| CCC Sprandi Polkowice       | CCC      | Profesional Continental |
| Cofidis, Solutions Crédits  | COF      | Profesional Continental |
| Direct Énergie              | DEN      | Profesional Continental |
| Roompot Oranje Peloton      | ROP      | Profesional Continental |

## Clasificación final
- Las clasificaciones finalizaron de la siguiente forma:[7]

| Posición | Ciclista             | Equipo           | Tiempo          |
| -------- | -------------------- | ---------------- | --------------- |
| 1.º      | Peter Sagan          | Tinkoff          | 5 h 55 min 16 s |
| 2.º      | Sep Vanmarcke        | LottoNL-Jumbo    | m.t.            |
| 3.º      | Viacheslav Kuznetsov | Katusha          | m.t.            |
| 4.º      | Fabian Cancellara    | Trek-Segafredo   | m.t.            |
| 5.º      | Arnaud Démare        | FDJ              | a 11 s          |
| 6.º      | Fernando Gaviria     | Etixx-Quick Step | m.t.            |
| 7.º      | Jürgen Roelandts     | Lotto Soudal     | m.t.            |
| 8.º      | Jacopo Guarnieri     | Katusha          | m.t.            |
| 9.º      | Greg Van Avermaet    | BMC Racing       | m.t.            |
| 10.º     | Michael Mørkøv       | Katusha          | m.t.            |

| 11.º | Giacomo Nizzolo      | Trek-Segafredo              | m.t.   |
| 12.º | Luka Mezgec          | Orica GreenEDGE             | m.t.   |
| 13.º | Pieter Vanspeybrouck | Topsport Vlaanderen-Baloise | m.t.   |
| 14.º | Aleksejs Saramotins  | IAM                         | m.t.   |
| 15.º | Tiesj Benoot         | Lotto Soudal                | m.t.   |
| 16.º | Koen De Kort         | Giant-Alpecin               | m.t.   |
| 17.º | Pavel Brutt          | Tinkoff                     | m.t.   |
| 18.º | Edvald Boasson Hagen | Dimension Data              | m.t.   |
| 19.º | Andri Hrivko         | Astana                      | m.t.   |
| 20.º | Tom Boonen           | Etixx-Quick Step            | a 17 s |

## UCI World Tour
La Gante-Wevelgem otorga puntos para el UCI WorldTour 2016, para corredores de equipos en las categorías UCI ProTeam, Profesional Continental y Equipos Continentales. La siguiente tabla corresponde al baremo de puntuación:
| Posición   | 1.º | 2.º | 3.º | 4.º | 5.º | 6.º | 7.º | 8.º | 9.º | 10.º |
| Puntuación | 80  | 60  | 50  | 40  | 30  | 22  | 14  | 10  | 6   | 2    |

| Posición | Ciclista             | Equipo             | Puntos |
| -------- | -------------------- | ------------------ | ------ |
| 1.º      | Peter Sagan          | Tinkoff            | 80     |
| 2.º      | Sep Vanmarcke        | Team LottoNL-Jumbo | 60     |
| 3.º      | Viacheslav Kuznetsov | Team Katusha       | 50     |
| 4.º      | Fabian Cancellara    | Trek-Segafredo     | 40     |
| 5.º      | Arnaud Démare        | FDJ                | 30     |
| 6.º      | Fernando Gaviria     | Etixx-Quick Step   | 22     |
| 7.º      | Jürgen Roelandts     | Lotto Soudal       | 14     |
| 8.º      | Jacopo Guarnieri     | Team Katusha       | 10     |
| 9.º      | Greg Van Avermaet    | BMC Racing Team    | 6      |
| 10.º     | Michael Mørkøv       | Team Katusha       | 2      |

Además, también otorgó puntos para el UCI World Ranking (clasificación global de todas las carreras internacionales).
| Posición   | 1.º | 2.º | 3.º | 4.º | 5.º | 6.º | 7.º | 8.º | 9.º | 10.º |
| Puntuación | 500 | 400 | 325 | 275 | 225 | 175 | 150 | 125 | 100 | 85   |

| Posición | Ciclista             | Equipo             | Puntos |
| -------- | -------------------- | ------------------ | ------ |
| 1.º      | Peter Sagan          | Tinkoff            | 500    |
| 2.º      | Sep Vanmarcke        | Team LottoNL-Jumbo | 400    |
| 3.º      | Viacheslav Kuznetsov | Team Katusha       | 325    |
| 4.º      | Fabian Cancellara    | Trek-Segafredo     | 275    |
| 5.º      | Arnaud Démare        | FDJ                | 225    |
| 6.º      | Fernando Gaviria     | Etixx-Quick Step   | 175    |
| 7.º      | Jürgen Roelandts     | Lotto Soudal       | 150    |
| 8.º      | Jacopo Guarnieri     | Team Katusha       | 125    |
| 9.º      | Greg Van Avermaet    | BMC Racing Team    | 100    |
| 10.º     | Michael Mørkøv       | Team Katusha       | 85     |